# Mokgweetsi Masisi
Mokgweetsi Masisi (Mosopa, 1961. július 21.–) Botswana ötödik elnöke 2018. április 1. óta.

## Pályafutása
Edison Masisi (1923–2003) fiaként született. Gaborone-ban nőtt fel, a Thornhill általános iskolába és a Maru A Pula középiskolába járt. Az iskolában focizott és teniszezett. 1984-ben elismerést kapott a Kiáltsd, ez kedves vidék! c. könyv színpadi feldolgozásában nyújtott alakításáért. Szintén 1984-ben végzett a Botswanai Egyetemen, ezután a Mmanaana Gimnáziumban kezdett társadalomtudományt tanítani. 1989-ben a Florida State University-n is tanári diplomát szerzett, majd az UNICEF alkalmazta tanárként Botswanában. 
2004-ben lett a Botswanai Demokratikus Párt (BDP) tagja. Ebben az évben indulni akart a mosopai tartományi választásokon, de elutasították. 2009 októberében azonban megválasztották az elnöki ügyekért és a közigazgatásért felelős miniszter asszisztensének. Később, 2011 januárjában az elnöki ügyekért és a közigazgatásért felelős miniszterré nevezték ki. 2014. október 28-án pedig oktatási és készségfejlesztési miniszterré nevezték ki.
Karrierjében jelentős előrelépés történt, amikor 2014. november 12-én Ian Khama elnök Botswana alelnökévé tette meg. 
Ian Khama 2018-ban lemondott elnöki posztjáról, és nyugdíjba vonult, utódjaként Masisit nevezték ki, aki 2018. április 1-én tette le elnöki esküjét, ezzel Botswana 5. elnöke lett. 
A 2019 októberében tartott választásokat is Masisi pártja, a BDP nyerte meg. Öt év elteltével, a 2024. októberi választáson viszont már sokkoló vereséget szenvedett az országot közel hat évtizede irányító BDP, melyen az Ernyő a Demokratikus Változásért (UDC) ellenzéki tömörülés 36 helyet szerzett a 65 fős parlamentben, míg a BDP csak 4 mandátumhoz jutott. Elnöki székét átadta Duma Bokónak.

### Magánélete
Mokgweetsi Masisi 2002-ben házasodott: felesége Neo Maswabi, aki az ENSZ egyik könyvelőjeként dolgozik New Yorkban. Egy gyermekük van.